# Кинг, Джонни
Джо́н Уи́льям Кинг (англ. John William King; 9 августа 1932, Wrenbury-cum-Frith, Чешир — 2 апреля 2025) — английский футболист, играл на позиции нападающего.

## Биография

### Игровая карьера
Кинг дебютировал в профессиональном футболе в декабре 1950 года в клубе Третьего северного дивизиона «Кру Александра» в матче с клубом «Галифакс Таун» — «Кру Александра» проиграла 0:1. Кинг не был постоянным игроком основного состава, но в сезоне 1952/53 он наладил игровое взаимодействие с Фрэнком Бланстоуном. В том сезоне Кинг забил 17 голов.
В 1953 году перешёл в клуб Второго дивизиона «Сток Сити» — сумма трансфера составила 8 000 фунтов стерлингов. В течение восьми сезонов он играл за «гончаров» во Втором дивизионе, став одним из лучших нападающих той команды. Всего во всех турнирах за «гончаров» он сыграл 311 матчей и забил 113 голов.
В 1961 году перешёл в клуб Первого дивизиона «Кардифф Сити», в котором отыграл один сезон. В 1962 году вернулся в «Кру Александра», в составе которого отыграл пять сезонов и в 1967 году завершил карьеру.

### Смерть
Скончался 2 апреля 2025 года в возрасте 92 лет.